# A Fidzsi-szigetek a 2011-es úszó-világbajnokságon
A Fidzsi-szigetek a 2011-es úszó-világbajnokságon három úszóval vett részt.

## Úszás
Férfi
| Versenyző      | Esemény                       | Selejtező | Selejtező | Elődöntő          | Elődöntő          | Döntő             | Döntő             |
| Versenyző      | Esemény                       | Idő       | Helyezés  | Idő               | Helyezés          | Idő               | Helyezés          |
| -------------- | ----------------------------- | --------- | --------- | ----------------- | ----------------- | ----------------- | ----------------- |
| Douglas Miller | Férfi 100 méteres gyorsúszás  | 56,06     | 78        | Nem jutott tovább | Nem jutott tovább | Nem jutott tovább | Nem jutott tovább |
| Douglas Miller | Férfi 400 méteres gyorsúszás  | 4:20,74   | 45        |                   |                   | Nem jutott tovább | Nem jutott tovább |
| Paul Elaisa    | Férfi 200 méteres gyorsúszás  | 2:03,95   | 58        | Nem jutott tovább | Nem jutott tovább | Nem jutott tovább | Nem jutott tovább |
| Paul Elaisa    | Férfi 200 méteres vegyesúszás | 2:20,73   | 46        | Nem jutott tovább | Nem jutott tovább | Nem jutott tovább | Nem jutott tovább |

Női
| Versenyző         | Esemény                   | Selejtező | Selejtező | Elődöntő          | Elődöntő          | Döntő             | Döntő             |
| Versenyző         | Esemény                   | Idő       | Helyezés  | Idő               | Helyezés          | Idő               | Helyezés          |
| ----------------- | ------------------------- | --------- | --------- | ----------------- | ----------------- | ----------------- | ----------------- |
| Matelita Buadromo | Női 100 méteres mellúszás | 1:14,70   | 38        | Nem jutott tovább | Nem jutott tovább | Nem jutott tovább | Nem jutott tovább |
| Matelita Buadromo | Női 200 méteres mellúszás | 2:44,01   | 32        | Nem jutott tovább | Nem jutott tovább | Nem jutott tovább | Nem jutott tovább |